# قطعنامه ۳۴۴ شورای امنیت
قطعنامه ۳۴۴ شورای امنیت سازمان ملل متحد که در تاریخ ۱۵ دسامبر ۱۹۷۳ تصویب شد، سندی بین‌المللی دربارهٔ کنفرانس صلح در خاورمیانه است. این قطعنامه طی نشست ۱٬۷۶۰ام با ۱۰ موافق، ۰ مخالف و ۴ ممتنع تصویب شد.